# Campo di concentramento di Shark Island
Il campo di concentramento di Shark Island (in tedesco: Konzentrationslager auf der Haifischinsel vor Lüderitzbucht) fu un campo di concentramento istituito dall'Impero tedesco dal 1905 al 1907 a Shark Island, nei pressi della città di Lüderitz in Namibia, per imprigionare le popolazioni Herero e Nama in rivolta.
Nel campo perirono tra le mille e le tremila persone - uomini, donne e bambini. La guarnigione tedesca e il suo comandante von Zulow lo rinominarono Todesinsel ("isola della morte").

## Contesto storico

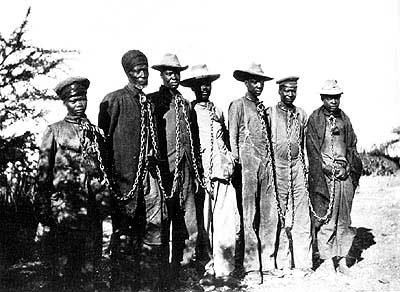
Prigionieri Herero incatenati durante la rivolta del 1904.

Nel 1904, le popolazioni Herero si erano ribellate contro la politica coloniale che l'Impero tedesco stava attuando nell'Africa Tedesca del Sud-Ovest: le loro azioni si rivolsero prevalentemente contro i coloni e le loro fattorie. L'impero rispose inviando 14.000 uomini al comando del tenente generale Lothar von Trotha - nominato Comandante supremo della colonia nel maggio dello stesso anno. Von Trotha, al comando di 2000 uomini, sconfisse gli herero nella battaglia di Waterberg, nell'agosto del 1904. Poiché però, nonostante questo, gli Herero non cessarono la loro rivolta, Von Trotha avviò una strategia volta a sterminare per fame e per sete i nemici, facendo presidiare o avvelenare i loro pozzi (risorse estremamente preziose nel territorio arido della Namibia).
Nel dicembre del 1904, il Cancelliere Bernhard von Bülow ordinò a Von Trotha di radunare tutti gli Herero superstiti e di rinchiuderli - anche con la forza - in campi di concentramento.
L'isola di Shark Island, nella baia di Lüderitz, fu selezionata come sito per uno di questi campi per tre motivi: fuggire sarebbe risultato particolarmente arduo, nelle aree limitrofe erano presenti numerosi soldati tedeschi e la regione avrebbe potuto avvantaggiarsi del lavoro forzato degli internati.

## Attività

### Fondazione
Sebbene esistano testimonianze di prigionieri di guerra Herero trattenuti nella baia di Lüderitz sin dal 1904, risalgono al marzo del 1905 i primi riferimenti ad un campo di prigionia a Shark Island e il trasferimento di un gran numero di prigionieri Herero da Keetmanshoop. Sin da questa fase iniziale, furono numerosi i decessi che si verificarono sull'isola: alla fine del mese di maggio di quello stesso anno, fu registrata la morte di 59 uomini, 59 donne e 73 bambini. Nonostante un tale elevato tasso di mortalità iniziale, che testimoniava anche l'inospitalità dell'isola (col suo clima freddo, in particolare per popolazioni abituate ai climi secchi ed aridi del veld), le autorità tedesche continuarono i trasferimenti, apparentemente per sopperire alla carestia che si stava verificando nell'entroterra, ma anche perché desideravano impiegare i prigionieri nella costruzione di una ferrovia che avrebbe dovuto collegare Lüderitz con Aus.

### Condizioni di vita al campo

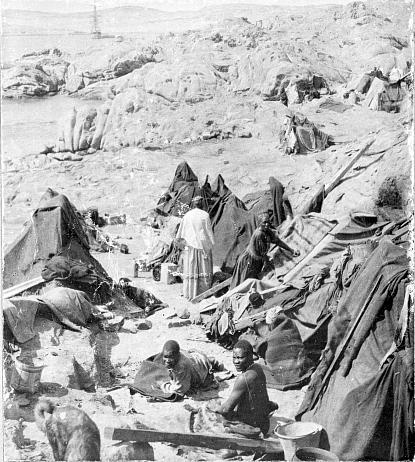
Campo di concentramento di Shark Island nel 1905, fotografato dal tenente von Durling.

Le condizioni di vita al campo divennero presto note tra gli Herero e fu riferito che alcuni prigionieri in altre parti dell'Africa Tedesca del Sud-Ovest avevano preferito suicidarsi, piuttosto che esservi trasferiti. Nel settembre del 1905, il quotidiano sudafricano Cape Argus riportò la descrizione che un trasportatore, che aveva lavorato nel campo all'inizio di quell'anno, aveva reso delle terribili condizioni cui erano sottoposti i prigionieri:
(F. Wepener. 25 settembre 1905, «Cape Argus».)
Si registrarono numerosi casi di stupro di donne prigioniere da parte dei tedeschi. Nei pochi casi in cui un "campione bianco" prese le parti della vittima, gli stupratori furono puniti; ma nella maggior parte, gli aggressori non ricevettero alcuna punizione.

### Trasferimento dei Nama
Inizialmente, i tedeschi adottarono la politica di imprigionare le popolazioni autoctone lontano dalle loro terre di origine, così i Nama (popolazioni della Namibia meridionale) furono rinchiusi attorno alla città di Windhoek. Tuttavia, a metà del 1906, la cittadinanza espresse preoccupazione per la presenza di tanti prigionieri nella città; così, nell'agosto dello stesso anno, iniziò il trasferimento dei Nama a Shark Island, su carri bestiame fino a Swakopmund e poi via mare fino a Lüderitz. Samuel Isaak, leader dei Nama, protestò contro questa decisione, sottolineando come la prigionia a Lüderitz non facesse parte dell'accordo sotto il quale i Nama di erano arresi, ma i tedeschi ignorarono le sue rimostranze e per il tardo 1906, 2000 Nama erano prigionieri sull'isola.

### Lavori forzati
I prigionieri internati a Shark Island furono posti ai lavori forzati durante tutta la durata della loro presenza al campo. I militari del comando di retrovia fornivano forza lavoro alle compagnie private operanti nell'area di Lüderitz, impegnate nella costruzione della ferrovia e del porto della città e nel livellamento dell'isola di Shark Island, che fu in ultimo unita alla costa. I lavori pericolosi e defatiganti cui erano sottoposti i prigionieri comportarono un elevato numero di malattie e decessi tra di loro; un tecnico tedesco si lamentò che la forza lavoro originaria di 1600 unità Nama si era ridotta per la fine del 1906 alla disponibilità di 30-40 operai, a causa dei 7-8 decessi che si registravano quotidianamente. Ufficialmente, i lavori forzati terminarono il 1º aprile 1908 quando agli Herero ed ai Nama fu revocato lo status di prigionieri di guerra, ma in realtà la loro occupazione nei progetti coloniali continuò anche oltre tale data. Le donne catturate furono costrette a bollire le teste dei detenuti deceduti (alcuni dei quali potevano essere stati loro parenti o conoscenti) ed a raschiare via i rimasugli di pelle e occhi con frammenti di vetro, per prepararli perché fossero studiati nelle università tedesche. Eugen Fischer li utilizzò per attestare l'inferiorità degli africani rispetto agli europei.

### Chiusura
Il Maggiore Ludwig von Estorff, che aveva firmato l'accordo con cui i Witbooi (una tribù Nama) si erano arresi ai tedeschi, decise di chiudere il campo dopo averlo visitato all'inizio del 1907. Dopo la chiusura, i prigionieri furono trasferiti in un'area aperta presso Radford Bay. Sebbene i tassi di mortalità nel nuovo campo rimanessero all'inizio ancora alti, col tempo diminuirono.

## Bilancio delle vittime
Il numero preciso dei morti al campo rimane sconosciuto. Un rapporto dell'ufficio coloniale dell'Impero germanico stimò che fossero morti 7682 Herero e 2000 Nama in tutti i campi presenti nell'Africa Tedesca del Sud-Ovest, una significativa porzione dei quali a Shark Island. Un ufficiale militare stimò che fossero morti 1032 prigionieri dei 1795 detenuti a Shark Island nel settembre del 1906; ne sopravvissero infine solo 245. Tenendo conto di tutto il periodo di attività del campo di Shark Island, Zimmerer e Zeller riportano una stima di 3000 morti. Tenendo conto anche di altri prigionieri detenuti altrove nella baia di Lüderitz, il totale potrebbe superare i 4000 decessi.
La maggior parte di questi decessi fu imputabile a malattie prevenibili quali il tifo e lo scorbuto, aggravate dalla malnutrizione, dal lavoro eccessivo e dalle insalubri condizioni esistenti nei campi di prigionia.